# Манаков, Виктор Викторович (старший)
Виктор Викторович Манаков (26 июля 1960, Будогощь, Ленинградская область — 12 мая 2019, Москва) — советский и российский велогонщик, Заслуженный мастер спорта (1980). Олимпийский чемпион на летних Олимпийских играх 1980 года в Москве и четырёхкратный призёр чемпионата мира треке, обладатель Кубка Содружества.
Преподаватель кафедры велоспорта СПб ГАФК имени П. Ф. Лесгафта. Заслуженный тренер России (1996).
Сын Виктор Манаков-младший — чемпион Европы на треке.
Скончался 12 мая 2019 года в Инфекционной клинической больнице № 1 Москвы. Будет похоронен на родине в Ленинградской области.